# Репороа
Репороа — кальдера у вулканічній зоні Таупо у Новій Зеландії розміром 10 на 15 км. Вона утворився приблизно 230 000 років тому під час великого виверження, внаслідок якої було відкладено приблизно 100 км3 тефри, що утворює шар ігнімбриту Кайнгароа. У кальдері знаходяться три куполи ріолітової лави (Дір-Хілл, Кайруру та Пукекаху). Також з нею пов’язані три геотермальні полями, а саме активне поле Репороа в кальдері, геотермальна зона Вайотапу на північ від краю кальдери та термальна зона Бродлендс на півдні. Річка Вайкато протікає через південну половину кальдери.
У квітні 2005 року стався великий гідротермальний вибух в загоні для корів у межах кальдери, утворивши 50-метровий кратер. Подібний вибух відбувся в цьому ж районі у 1948 році. Були і менші вибухи  у період між 1948 та 2005 рр. 